# Младен Чаушев
Младен Асенов Чаушев е български политик, общински съветник (2007 – 2011) и кмет на Златоград (1999 – 2007).

## Биография
Младен Чаушев е роден на 19 януари 1957 г. Завършва специалност „Математика“ в Пловдивския университет „Паисий Хилендарски“.

### Политическа дейност
На местните избори през 2003 г. е кандидат за кмет на община Златоград, издигнат от Българска социалдемокрация. На проведения първи тур получава 3066 гласа (или 46,75%) и се явява на балотаж с независимия кандидат Мирослав Янчев, който получава 1846 гласа (или 28,14%). Избран е на втори тур с 4171 гласа (или 53,41%).
На местните избори през 2007 г. е кандидат за кмет на община Златоград, издигнат от Българска социалдемокрация. На проведения първи тур получава 2206 гласа (или 29,36%) и се явява на балотаж с кандидата на ГЕРБ – Мирослав Янчев, който получава 3231 гласа (или 43,00%). Губи на втори тур с 2679 гласа (или 35,71%).
На местните избори през 2011 г. е кандидат за кмет на община Златоград, издигнат от коалиция „Заедно за община Златоград“ (БСП, НДСВ, Българска социалдемокрация, ДПС). На проведения първи тур получава 3538 гласа (или 48,85%) и се явява на балотаж с кандидата на ГЕРБ – Мирослав Янчев, който получава 3331 гласа (или 46,00%). Губи на втори тур с 3980 гласа (или 49,74%).